# Marcelino Truong
Pour les articles homonymes, voir Truong.
Marcelino Truong, né le 5 février 1957 ou le 2 mai 1957 à Manille (Philippines), est un illustrateur, peintre et dessinateur de bande dessinée français.

## Biographie
Marcelino Truong, né d'un père vietnamien et d'une mère française, passe son enfance aux États-Unis, au Vietnam et en Grande-Bretagne. De 1960 à 1964, il vit à Saïgon. Sa famille s'installe ensuite à Londres où son père est diplomate à l'ambassade du Sud Viêt Nam. Puis il poursuit sa scolarité en France, ayant pris la nationalité du pays de sa mère.
Diplômé de Sciences-Po Paris et agrégé d’anglais, il quitte l'enseignement et commence sa vie d’artiste en 1983.
« J'ai appris sur le tard et sur le tas. Il m'a bien fallu quinze à vingt ans pour trouver mon style, proche du « réalisme poétique ». Après avoir navigué entre la ligne claire de Floc'h et le trait de Loustal, j'y suis arrivé en passant à la gouache et à la couleur directe. » Lorsqu'il crée ses illustrations, Trung débute par le crayon et l'encre de Chine et poursuit ensuite avec de la gouache et de l'aquarelle sur papier.
Les ambiances et décors orientaux, sources très inspirantes pour Marcelino Truong, lui permettent de dessiner son Vietnam personnel, mélange de souvenirs, d'histoire, de rêves et d'imagination.
Il est l’auteur de nombreuses couvertures de livres sur le Vietnam aux éditions de l'Aube, Le Dilettante, Actes Sud et Plon, ainsi que des couvertures de plusieurs romans de l'écrivain Éric-Emmanuel Schmitt, en France, ainsi qu’à l’étranger. On le voit régulièrement dans les pages de Libération, du Figaro littéraire et des magazines Senso, Elle, XXI. Toujours se retrouve chez lui la fascination pour l’Asie.
En 1995, l'ouvrage qu'il a illustré, écrit par Franck Pavloff, dans la collection « J'accuse…! » aux éditions Syros :  Enfants prostitués en Asie, est lauréat du Non Fiction Young Adults, à la Foire du livre de jeunesse de Bologne (Italie).
En 2012, il publie un roman graphique, Une si jolie petite guerre, sur son enfance à Saïgon dans les années soixante. Trois ans plus tard, il donne une suite à cet album, Give peace à chance, qui raconte la vie de sa famille en Europe pendant la guerre du Viêt Nam.
La revue Griffon lui a consacré un dossier en 2005.

## Publications

### Couvertures de romans vietnamiens
- À nos vingt ans, roman de Nguyen Huy Thiep, traduit par Sean James-Rose, éditions de l'Aube, 2005
- Rue des soldats, roman de Chu Lai, éditions de l'Aube, 2003
- L’Or et le feu, roman de Nguyen Huy Thiep, éditions de l'Aube 2002, poche 2003
- L’Embarcadère des femmes sans maris, roman de Duong Thu Huong, éditions de l'Aube 2002
- Gens du saule, roman de Vân Mai, éditions de l'Aube 2000, poche -couverture différente- 2002
- La Vengeance du loup, nouvelles de Nguyen Huy Thiep, éditions de l'Aube 1997, poche 2002
- Un général à la retraite, nouvelles de Nguyen Huy Thiep, poche 1999
- Conte d’amour un soir de pluie, nouvelles de Nguyen Huy Thiep, éditions de l'Aube 1999, poche 2000
- Les démons vivent parmi nous, pièce théâtrale de Nguyen Huy Thiep, poche 1997
- L’Île aux femmes, roman de Ho Anh Thai, éditions de l'Aube 1997
- Les Aventures de grillon, fable de Tô Hoai, éditions de l'Aube 1997
- Des fantômes et des hommes, roman de Nguyen Khac Truong, éditions de l'Aube 1996
- Histoire d’amour racontée avant l’aube, roman de Duong Thu Huong, éditions de l'Aube 1994, poche 2003

### Bandes dessinées
- In bluer skies, Magic Strip, coll. « Atomium 58 », 1985
- Le Dragon de bambou, scénario de Francis Leroi, Éditions Albin Michel, coll. « L’Écho des Savanes », 1991
- Enfants prostitués en Asie, scénario de Franck Pavloff, Syros, coll. J'accuse, 1995
- Billie Holiday, BDMusic, coll. « BDJazz », 2009
- Prisonniers du ciel, roman de James Lee Burke, adaptation de Claire Le Luhern, Casterman, coll. « Rivages/Casterman/Noir », 2010
- Julie London, BDMusic, coll. « BDJazz », 2011
- Une si jolie petite guerre, Denoël, coll. « Denoël Graphic », 2012
- Give peace a chance, Denoël, coll. « Denoël Graphic », 2015
- 40 hommes et 12 fusils, Denoël, coll. « Denoël Graphic », 2022

### Livres pour enfants
- Les chanteurs dans l'ombre de Jabra Ibrahim Jabra, Syros, coll. « Albums Multicultures », 1993
- Plume rouge de Michel Piquemal, Nathan, 1993
- Une journée à Hanoï, Hachette jeunesse, coll. « Demi-page », 1997
- Brendan et les musiques celtiques de Gabriel Yacoub, Gallimard jeunesse, coll. « Musiques d'ailleurs », 1999, livre-CD
- Ali Baba et les quarante voleurs, Mila, 2000
- Indiens, Indiennes de Michel Piquemal, Nathan, coll. « Kaléidoc », 2000
- Fleur d'eau, Gautier-Languereau, 2002
- A place to grow de Soyun Pak, Arthur Levine Books (États-Unis), 2002
- Ah Q de Lu Xun, Grimm Press (Taiwan), 2002
- Paroles amoureuses, réunies par Michel Piquemal, Albin Michel, coll. « Carnets de sagesse », 2002
- Le secret du chien de Sam et Léon, Casterman, coll. « Les albums Duculot », 2003
- Sindbad le marin de Anne Jonas, Milan, 2003
- Portée par le vent... de Soyun Pak, Gautier-Languereau, 2003
- « Nuage ! Nuage! », Gautier-Languereau, 2003
- Mélilotus et le mystère de Goutte-sèche de Lisa Bresner, Actes Sud junior, coll. « Les enquêtes de Mélilotus », 2003
- Le samouraï errant, Gautier-Languereau, 2006
- Trois samouraïs sans foi ni loi, Gautier-Languereau, 2006
- Le samouraï en armure rouge, Gautier-Languereau, 2007
- La carambole d'or de Yveline Féray, Picquier jeunesse, 2008
- Le Monde d'en haut, de Xavier-Laurent Petit, Casterman, coll. "Roman poche", 2010
- Churchill, illustrateur Jean-Christophe Mazurie, Actes Sud junior, coll. « T'étais qui toi ? », 2011
- Les craquelin du père Noël, in Contes de Noël. Les plus beaux contes de mon enfance de Isabelle Lafonta, Gautier-Languereau, 2011

### Couvertures de romans pour enfants
- Le chevalier au bouclier vert de Odile Weulersse, Hachette, coll. « Le livre de poche jeunesse », 1990
- En haut la liberté de Daniel Vaxelaire, Flammarion jeunesse, coll. « Castor poche », 1999 ; rééd. 2021  (ISBN 9782080258458)
- Le garçon qui inventa la libellule de Tony Hillerman, Syros, coll. « Les uns les autres », 2001
- La guerre des ombres de Catherine Cuenca, Flammarion jeunesse, 2009[6]
- Frères de guerre de Catherine Cuenca, Flammarion jeunesse, 2009
- Vendredi ou la vie sauvage de Michel Tournier, Flammarion jeunesse, 2011
- Les lumières du théâtre de Anne-Marie Desplat-Duc, Flammarion jeunesse, 2012
- Les pilleurs d'église, de Sophie Humann, Flammarion jeunesse, 2012
- Le merveilleux voyage de Nils Holgersson à travers la Suède de Selma Lagerlöf, ill. intérieures de Michel Boucher, Flammarion jeunesse, 2019

## Prix et récompenses
- Enfants prostitués en Asie, Syros, 1995, lauréat du Non Fiction Young Adults, à la Foire du livre de jeunesse de Bologne[4]
- Petit Wang (26 minutes), réalisateur Henri Heidsieck, prix du film TV au Festival international du film d'animation d'Annecy en 2006.